# Droga I/71 (Czechy)
Droga krajowa 71 (cz. Silnice I/71) − droga krajowa w Czechach. Trasa biegnie od miasta Uherský Ostroh (skrzyżowanie z drogą krajową nr 55) do dawnego przejścia granicznego ze Słowacją.